# Maj-Britt Kramer
Maj-Britt Kramer (* 30. September 1963 in Flensburg; † 4. September 2023) war eine dänische Jazzmusikerin (Piano, Komposition).

## Leben und Wirken
Kramer, die in Südschleswig aufwuchs, aber eine dänisch geprägte Schule besuchte, spielte ab ihrem zehnten Lebensjahr Klavier. Zwischen 1988 und 1992 studierte sie am Rhythmischen Musikkonservatorium; sie absolvierte in Musikwissenschaft mit einem Bachelor an der Universität Kopenhagen. 
Zunächst trat Kramer mit Christina von Bülow auf. Gemeinsam mit der Sängerin Maria Hjort Petersen leitete sie seit 1994 die Gruppe Amazing Amazons. Schon ab 1986 begegnete sie in unterschiedlichen Konstellationen dem Saxophonisten Andy Sheppard, mit dem mehrere Alben entstanden. Sie hat auch mit der schwedischen Sängerin Marie Bergman zusammengearbeitet und mit Lena Willemark und John Tchicai gespielt.
Kramer war als Komponistin für das RUO Orchestra, die Jazz Group 90, das Copenhagen Art Ensemble und The Orchestra, aber auch für Chöre und für klassische Orchester wie das Esbjerg Ensemble, Sønderjyllands Symfoniorkester, Storstrøms Amts Kammerensemble und Athelas tätig.
Kramer leitete als Abteilungsleiterin die musische Ausbildung am Sankt Annæ Gymnasium in Kopenhagen.   Sie betätigte sich aktiv als Musikpolitikerin und engagierte sich für die Bedingungen der Musik und der Musiker. 2010 wurde sie Mitglied des Vorstands der Danske Jazz, Beat og Folkemusik Autorer (DJBFA). Dem Musikkomitee des dänischen Kunstrates gehörte sie von 2002 bis 2007 an. Seit 2020 war sie Vorstandsvorsitzende von JazzDanmark. Vom Statens Kunstfonds erhielt sie den DJBFA-Ehrenpreis.
Sie starb am 4. September 2023 im Alter von 59 Jahren.

## Diskographische Hinweise
- Sound in Motion: Brasilian Nordic Jazz (1994)
- Svend Hedegaard, Maj-Britt Kramer, Ole Skipper Mosgaard, Nils Vinding Wind-O-Four (1995)
- Maj-Britt Kramer, Andy Sheppard Engang – Once (1997)
- Something About Heroes (1999, mit Andy Sheppard, Jens Skou Olsen, Benita Haastrup)
- Marie Bergman, Maj-Britt Kramer, Andy Sheppard, Jens Skou Olsen, Benita Haastrup Who Calls the Tune (2002)
- Jens Skou Olsen, Maj-Britt Kramer, Benita Haastrup Trio (2008)